# 囊状嵩草
囊状嵩草（学名：Carex bonatiana）为莎草科薹草属下的一个种。生于高山栎林下，海拔3000-3200米。